# Lowest of the Low
Lowest of the Low – pierwszy minialbum hardcore’owego zespołu Terror. Album wydało pierwotnie wydawnictwo Bridge 9 Records w dniu 28 stycznia 2003. W 2005 nastąpiła reedycja nakładem Trustkill Records.
Płytę promował teledysk do utworu "Push it Away".

## Lista utworów
1. "Better Off Without You" – 2:03
2. "Don't Need Your Help" – 1:46
3. "Nothing to Me" – 2:14
4. "Keep Your Distance" – 1:26
5. "Another Face" – 1:56
6. "Push It Away" – 2:19
7. "Life And Death" – 0:58
8. "What Have We Done" – 1:53
9. "Lowest of the Low" – 1:53

## Reedycja albumu z 2005
Utwory bonusowe
10. "Out of My Way" – 2:09 (pierwotnie wydana na splicie Dead Man's Hand Vol. 2 wspólnie z zespołem Ringworm)
11. "Nothing to Lose" – 1:39 (pierwotnie wydana na splicie Dead Man's Hand Vol. 2 wspólnie z zespołem Ringworm)
12. "Can I Say" (cover Dag Nasty) – 2:09
Uwory nagrane na przełomie kwietnia i maja 2003 w Bloodtracks.
Zapis koncertu w Tokio we wrześniu 2003:
- "Better off Without You"
- "Don't Need Your Help"
- "Life and Death"
- "What Have We Done"
- "Another Face"
- "Push it Away"
- "Nothing to Lose"
- "Nothing to Me"
- "Lowest of the Low"
- "Keep Your Distance"

## Twórcy
Skład zespołu
- Scott Vogel – śpiew
- Nick Jett – perkusja, śpiew dodatkowy w utworze "What Have We Done", inżynieria i miksowanie utworów 10-12
- Richard Thurston – gitara basowa (nagranie studyjne z 2002)
- Todd Jones – gitara elektryczna, kompozycje, aranżacje, wszystkie partie gitar
- Doug Webber – gitara elektryczna

Inni zaangażowani
- Clif Schumacher, Dustin Strickler, Erik Alexander, Haroun Kahn, Ian Courtney, Josh Moss, Matt Devries (Chimaira), Mike Jochum, Nate Jochum – śpiew dodatkowy w utworach 1-9
- Human Furnace – śpiew dodatkowy w utworze "Lowest of the Low"
- Guav – okładka, fotografie
- Greg Straight Edge – fotografie
- Carl Schwartz – gitara basowa (koncert w Tokio z 2003)